# Henryk Milcarz
Henryk Mieczysław Milcarz (Zagnańsk; 21 de julho de 1950 —) é um político da Polónia. Ele foi eleito para a Sejm em 25 de Setembro de 2005 com 5 251 votos em 33 no distrito de Kielce, candidato pelas listas do partido Sojusz Lewicy Demokratycznej.